# Galium scabrifolium
Galium scabrifolium là một loài thực vật có hoa trong họ Thiến thảo. Loài này được (Boiss.) Hausskn. mô tả khoa học đầu tiên năm 1893.